# Cratere Balor
Balor  è un cratere sulla superficie di Europa.